# Villa Krause
Villa Krause o Ciudad Ingeniero Krause es la ciudad cabecera, asiento de actividades institucionales y autoridades administradoras y ejecutoras del departamento Rawson. Está ubicada al noreste de dicha unidad administrativa, a 7 km, en dirección suroeste, de la ciudad de San Juan, en el centro sur de la Provincia de San Juan, al centro oeste de Argentina.
Villa Krause es el principal centro de actividades comerciales, financieras y administrativas, después de San Juan, en la aglomeración urbana del Gran San Juan, a su vez principal centro del componente Rawson, la zona de mayor cantidad de población de la provincia de San Juan.

## Historia

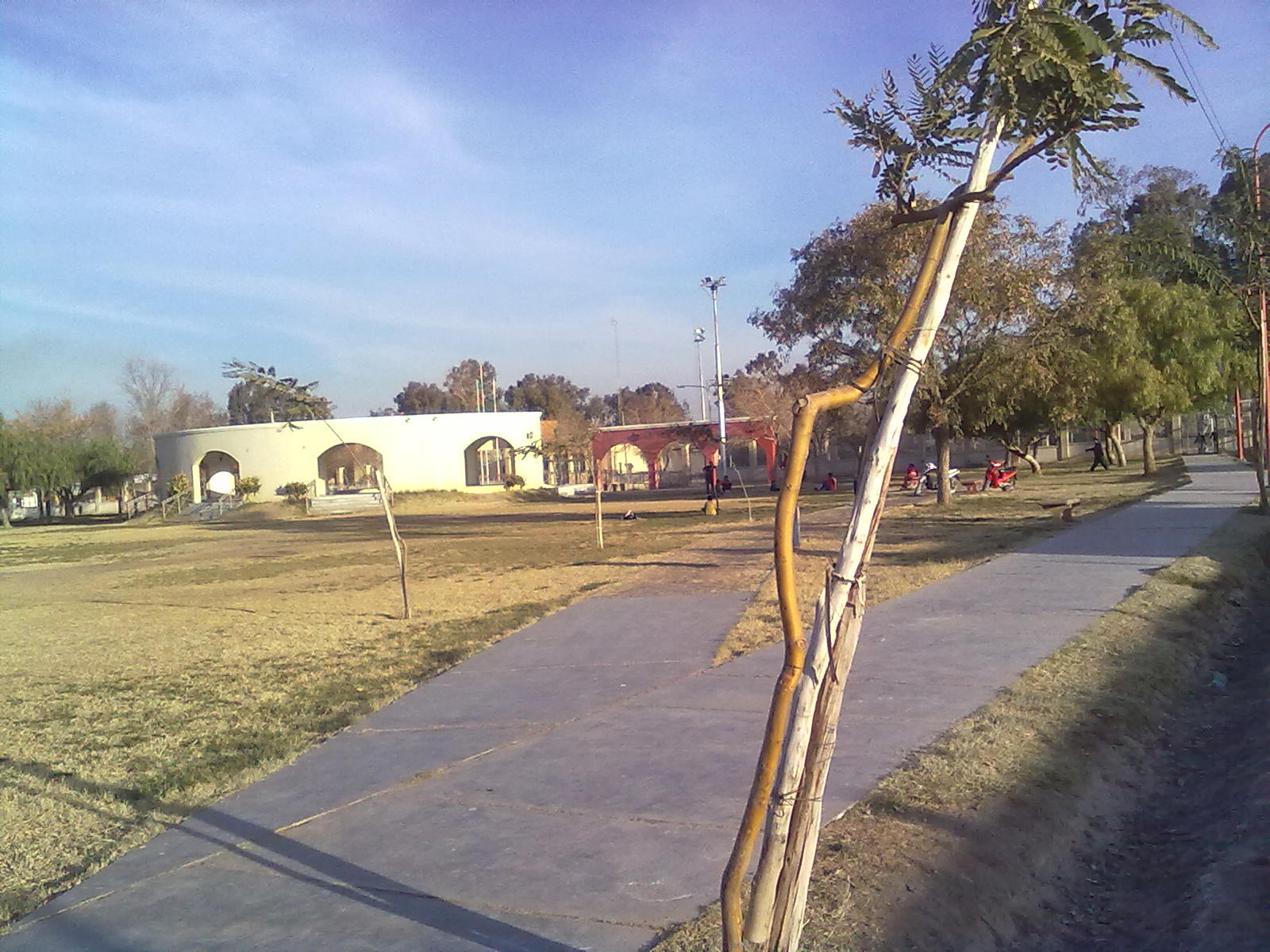
El parque departamental Lemos.

Su impulsor fue el ingeniero Domingo Krause, ahijado del prócer sanjuanino Domingo Faustino Sarmiento, que adquirió, en un remate, una finca de 175 ha. a la que llamó “Buen Retiro”, ubicada en el territorio que entonces pertenecía al Departamento de Pocito.

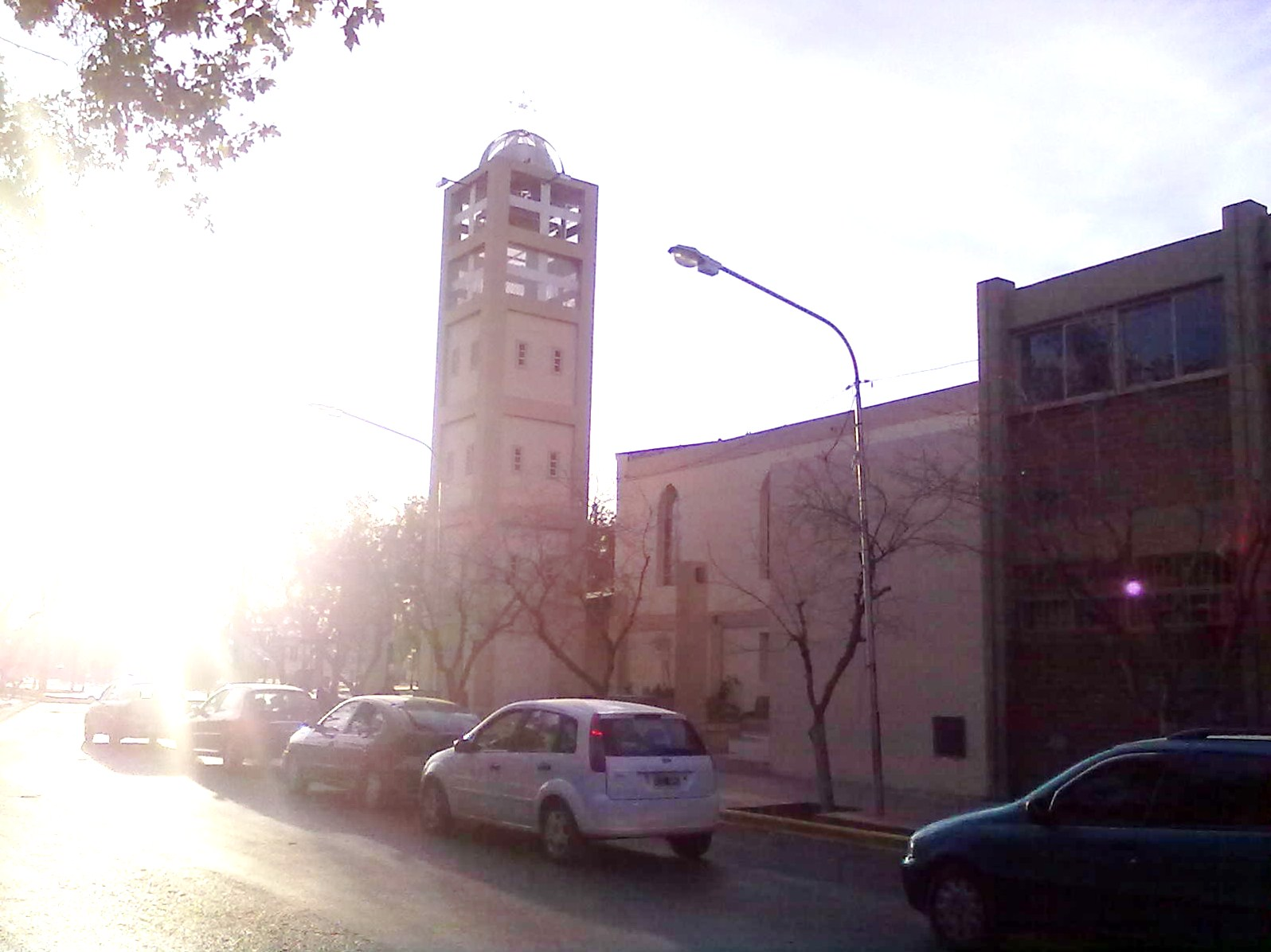
La iglesia de la localidad

Con la finca, y su decisión de radicarse en San Juan, comenzó su proyecto de crear allí una villa. Los terrenos estaban dedicados al pastoreo, pero tenían una ventaja: eran un lugar por donde pasaba la Ruta Nacional N° 40, una de las primeras vías de acceso a la ciudad de San Juan desde el sur. Recién en 1919 una ley provincial oficializó la creación de la Villa Augusto Krause.
El centro urbano fue planificado con la característica forma de damero, con la plaza en el centro y terrenos para edificar: la escuela, casa municipal, oficinas para la policía, la iglesia y el correo. Abarcaba cien manzanas, que se habían subdivididos en lotes. Sin embargo la Villa no creció desde el centro a la periferia. El incremento poblacional fue lento y los barrios aledaños fueron los que recibieron más afluencia de habitantes.
Se estableció como asiento de las autoridades departamentales a la localidad de Ingeniero Augusto Krause el 15 de noviembre de 1983, denominada vulgarmente Villa Krause, es decir la villa cabecera del Departamento Rawson.

## Geografía

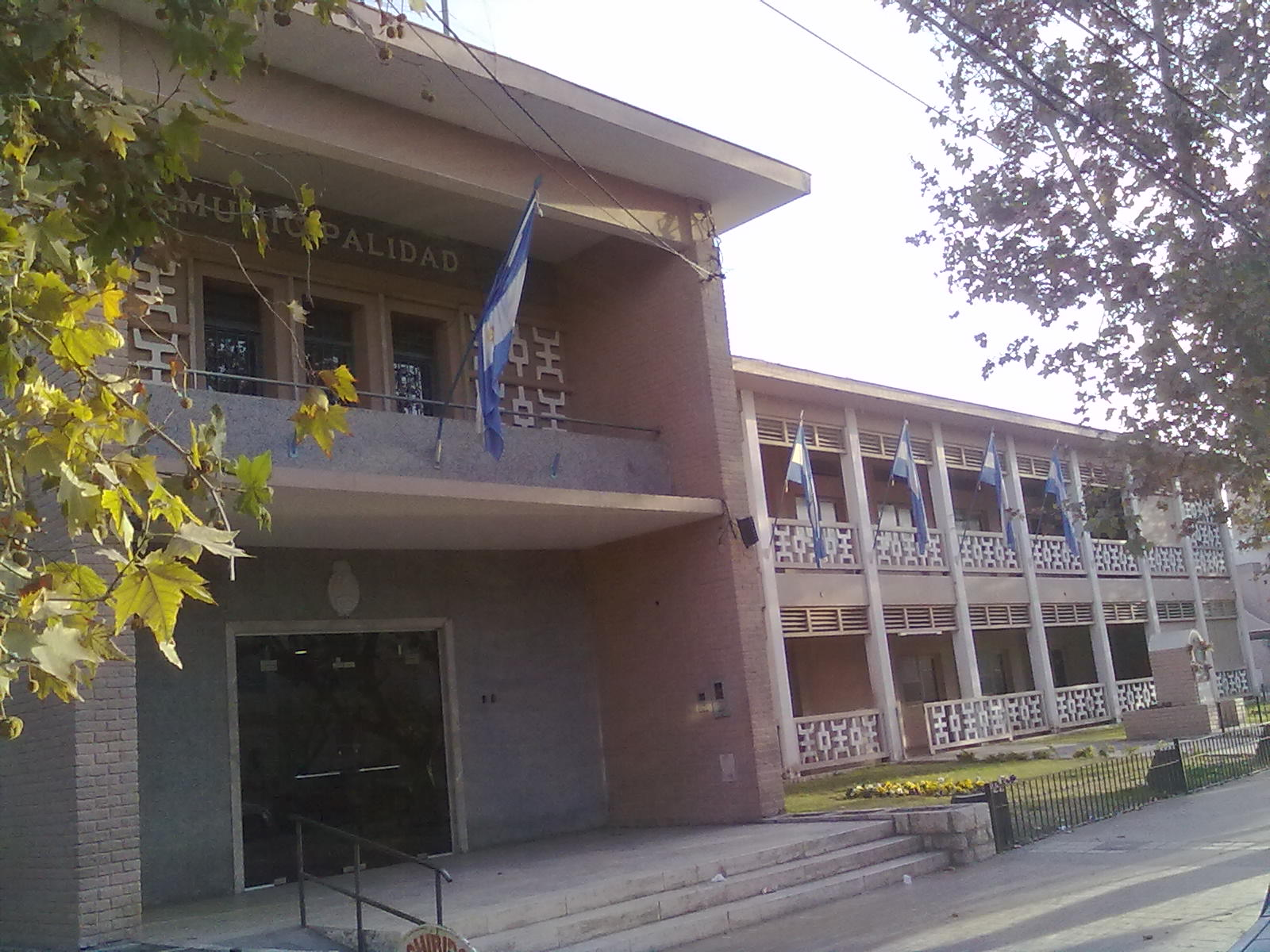
La municipalidad departamental

La ciudad se asienta en el centro oeste del Valle del Tulúm al sur de la ciudad de San Juan más precisamente a escasos ocho kilómetros, norte del Departamento Rawson

### Clima

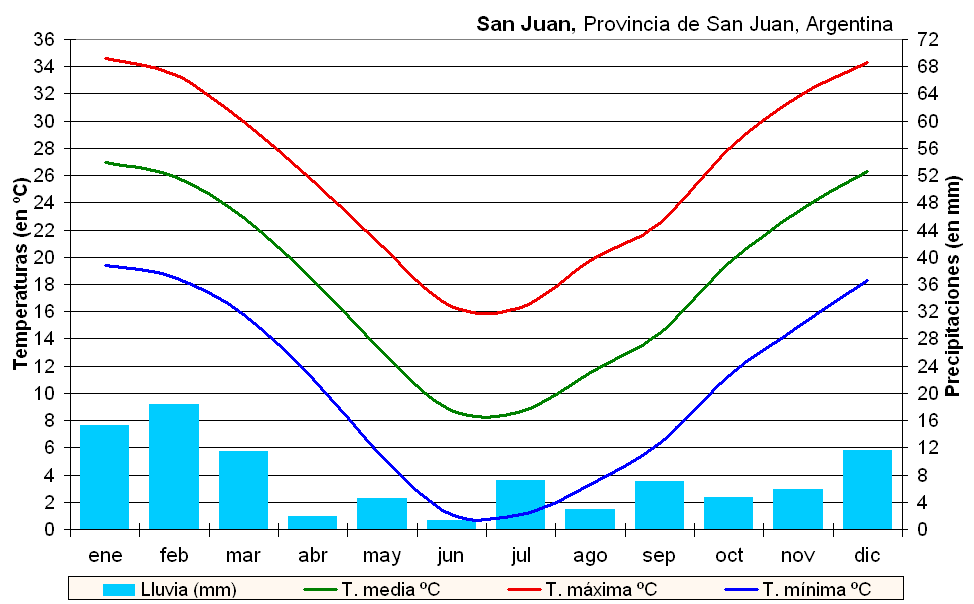
Climograma de Villa Krause.

El clima de Villa Krause es desértico, con precipitaciones muy escasas, elevada aridez y una importante oscilación térmica tanto anual como diaria. Las temperaturas oscilan entre los 27 °C de enero, cuando las máximas superan los 34 °C y alcanzan los 44 °C absolutos, y los 8 °C de julio, donde no son extrañas las heladas y se pueden registrar temperaturas por debajo de -8 °C. Ningún mes tiene precipitaciones por encima de los 20 mm, y son más probables en verano.

## Sismicidad
La sismicidad del área de Cuyo (centro oeste de Argentina) es frecuente y de intensidad baja, y un silencio sísmico de terremotos medios a graves cada 20 años en distintas áreas aleatorias.
Terremoto de Caucete 1977el 23 de noviembre de 1977, la región fue asolada por un terremoto y que dejó como saldo lamentable algunas víctimas, y un porcentaje importante de daños materiales en edificaciones.
Sismo de 1861aunque dicha actividad geológica ocurre desde épocas prehistóricas, el terremoto del 20 de marzo de 1861 señaló un hito importante dentro de la historia de eventos sísmicos argentinos ya que fue el más fuerte registrado y documentado en el país. A partir del mismo la política de los sucesivos gobiernos mendocinos y municipales han ido extremando cuidados y restringiendo los códigos de construcción. Y con el terremoto de San Juan de 1944 del 15 de enero de 1944 (81 años) el gobierno sanjuanino tomó estado de la enorme gravedad sísmica de la región.
El Día de la Defensa Civil fue asignado por un decreto recordando el sismo que destruyó la ciudad de Caucete el 23 de noviembre de 1977, con más de 40.000 víctimas sin hogar. No quedaron registros de fallas en tierra, y lo más notable efecto del terremoto fue la extensa área de licuefacción (posiblemente miles de km²).
El efecto más dramático de la licuefacción se observó en la ciudad, a 70 km del epicentro: se vieron grandes cantidades de arena en las fisuras de hasta 1 m de ancho y más de 2 m de profundidad. En algunas de las casas sobre esas fisuras, el terreno quedó cubierto de más de 1 dm de arena.

## Aspecto Urbano

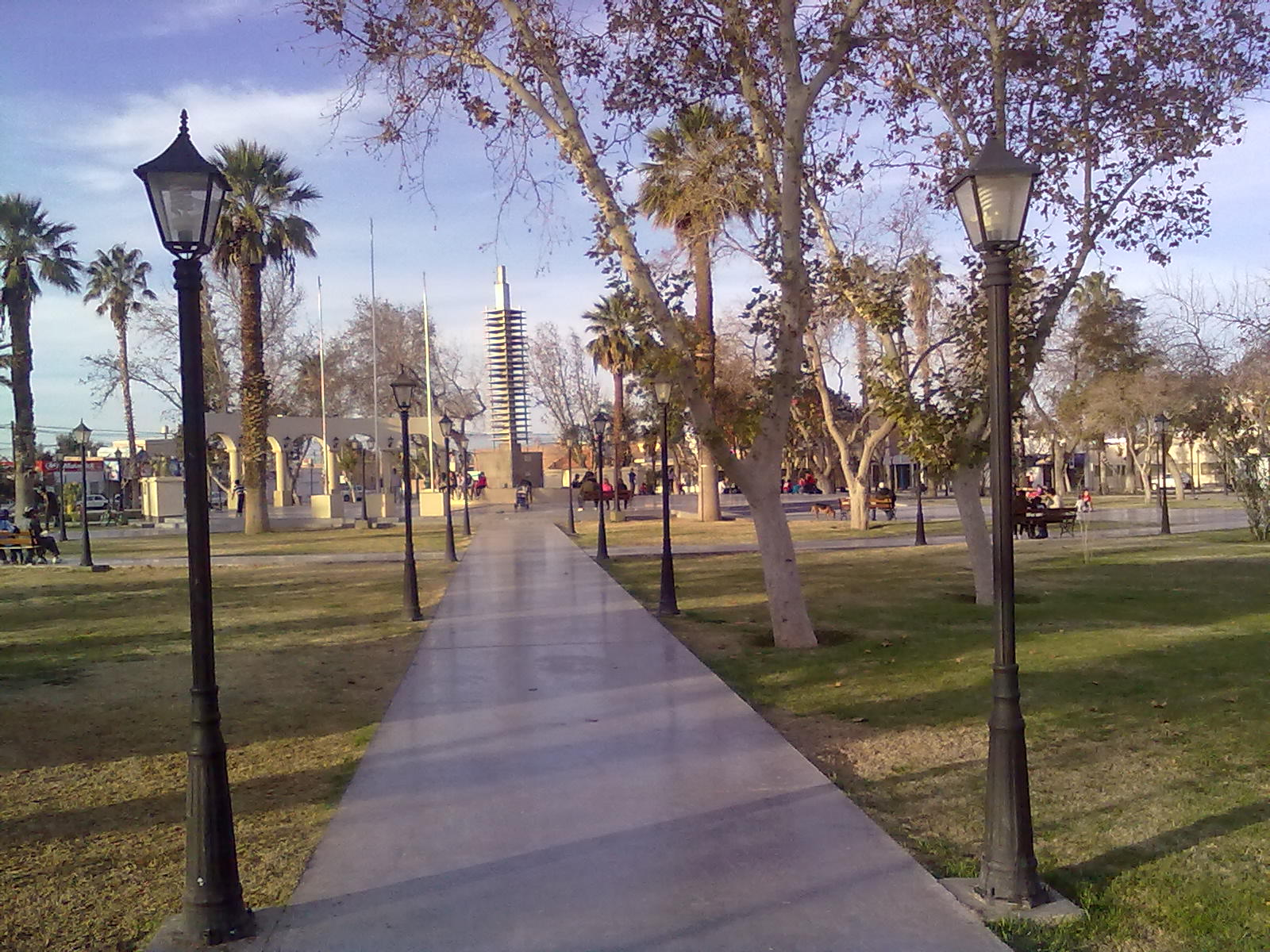
Vista de la Plaza Centenario, el espacio verde principal de Villa Krause.

Villa Krause posee una fisonomía moderna como la de todas las ciudades sanjuaninas es decir calles anchas bien trazadas y pavimentadas, veredas amplias con piso de mosaico, con una espléndida vegetación y edificios de arquitectura contemporánea.
Posee bancos y comercios de distintos rubros con una gran intensidad colocándola como la segunda ciudad más importante de la provincia, después de la ciudad de San Juan.
La trama de la ciudad se desarrolla en forma cuadrícula damero, creando un perfecto cuadrado delimitado por las calles Agustín Gómez (emplazada de este a oeste), calle Manuel Lemos (emplazada de norte a sur), calle Doctor Ortega (emplazada de este a oeste) y la Avenida Mendoza (emplazada de norte a sur). Este cuadrado tiene diez cuadras de ancho y lo mismo de largo.
Sus calles más importantes son la avenida Domingo Faustino Sarmiento, vulgarmente nombrada como "Boulevard Sarmiento", donde se concentra por mayoría la actividad comercial como bancos provinciales y nacionales, centros comerciales de considerables tamaños, tiendas, librerías etc. Otra calle importante es la avenida España, donde la actividad comercial no es muy intensa, aunque ahí están las instalaciones del Correo y la iglesia parroquial. Además, la avenida Mendoza posee un boulevard, las actividades comercial es intensa y sobre ella se ubica el Casino de Rawson.
- Plaza Centenario

Es la plaza principal tanto como la de la ciudad como la del departamento. Es un espacio verde con una espléndida vegetación de distintas especies como plátanos, moreras y algunas palmeras. También hay una fuente en el centro, juegos infantiles variados y están los monumentos de Augusto Krause (el fundador de la ciudad) y Juan Domingo Peron recientemente inaugurado.
- Iglesia Parroquial

Dicha iglesia posee una arquitectura moderna. Tiene un techo de dos agua de madera y posee un campanil que fue terminado de construirse hace poco tiempo. Tiene más de cuatro pisos de altura y tiene dos campanas. Está parroquia resguarda la imagen de la santa patrona del Departamento Rawson, es la Virgen de Andacollo, a la que le realizan sus fiestas patronales en el mes de enero.
- Palacio Municipal

Es el edificio municipal de la provincia más grande, después del de la Capital. Su arquitectura es contemporánea tiene dos plántas (dos pisos) de altura, una entrada principal por donde se acceden a todas sus reparticiones correspondientes, entre ellas a la del Registro Civil, es la más importante y la más concurrida.
- Destacamento Policial

Se encuentra junto a la municipalidad, posee dos plantas de altura; es una de las más importante de la provincia.

## Transporte
El transporte público urbano de la ciudad es variado está representado por líneas de buses es decir colectivos que conectan a la ciudad con los demás distritos del Departamento Rawson.

## Virgen de Andacollo
Se encuentra en la parroquia homónima. En 2006 se inauguró el campanil con dos campanas. Arquitectónicamente, el campanil tiene una composición neoclásica y neocolonial, como referencia a la arquitectura religiosa católica; complementado con el diseño de la fachada de la parroquia de la Virgen.  [imágenes 